# Жизнь — дерьмо
«Жизнь — дерьмо» (англ. Life Stinks, в другом переводе «Деньги не пахнут») — кинофильм. Комедия, рассказывающая о жизни людей на улице.

## Сюжет
Мультимиллионер Годдард Болт (Мел Брукс) заключает пари со своим соперником Вэнсом Крассвелом. Если он выиграет пари, то получит право на застройку бедного квартала Лос-Анджелеса. По условию пари он должен прожить 30 дней без денег и документов на улицах этого квартала. Принцу в стране нищих поначалу приходится очень туго.
В поисках пропитания Годдард попадает в компанию к местным «интеллигентам», которые учат его уму-разуму. Шефство над неудачливым попрошайкой берёт полусумасшедшая бомжиха Молли, которая в рамках гуманитарной поддержки помогает ему выживать в незнакомой среде. День проходит за днём и Крассвел начинает беспокоиться, что может так и проиграть. Он выходит на юристов Болта и, подкупив их, обирает бывшего богача до нитки. Хотя Годдард и выигрывает пари, но вынужден вернуться назад в трущобы. Именно на улице Годдард понимает, что деньги в жизни не главное.

## В ролях
- Мел Брукс — Годдард Болт / Пепто
- Лесли Энн Уоррен — Молли
- Джеффри Тэмбор — Вэнс Крассвел
- Брайан Томпсон — Виктор
- Пэнкин Стюарт — Притчард
- Ховард Моррис — Моряк
- Билли Барти — Уилли